# Веселовський Сергій Феофанович
Сергій Феофанович Веселовський (1878 — ?), український громадський та політичний діяч.

## Біографія
Народився у 1880 році в с. Кузьмин на Волині. Закінчив Санкт-Петербурзький університет, економіст. Професор.
Після закінчення університету працював доцентом Київського політехнічного інституту. Входив до складу української громади, був членом у термінологічної комісії інституту.
07 березня 1917 — став одним із засновників Українського технічно-агрономічного товариства «Праця», що об'єднало українську науково-технічну інтелігенцію та кооперативних діячів, для вивчення та аналізу стану економіки України, розробленням планів її економічного розвитку.
Був членом Всеукраїнського національного конгресу та членом Української соціал- демократичної робітничої партії
У 1917 — член Української Центральної Ради, писар та голова агітаційної комісії. На Перших Загальних зборах Української Центральної Ради був обраний членом Комітету Української Центральної Ради, а на 5-х Загальних зборах — обраний товаришем голови.
У 1918 — Генеральний консул Української Держави у Петрограді.
З 1918 — на викладацькій роботі в Києві, зокрема читав лекції на курсах позашкільного навчання, організованих Міністерством освіти.
З 1918 — екстраординарний професор кафедри статистики Київського державного українського університету.
З 2 квітня 1919 — член президії, заступник голови Сільськогосподарського Наукового Комітету України, завідувач економічної секції.
З 1920 по 1921 — ректор Київського політехнічного інституту.
З 1924 — професор, завідувач кафедри економіки сільського господарства Київського сільськогосподарського інституту.
У 1930-х — був репресований, з часом емігрував.